# Cisów (Cieszów)
Cisów (dawniej Cieszów Górny) – przysiółek wsi Cieszów w Polsce, położony w województwie dolnośląskim, w powiecie wałbrzyskim, w gminie Stare Bogaczowice.
W latach 1975–1998 przysiółek administracyjnie należał do województwa wałbrzyskiego.
Cisów leży na skraju Książańskiego Parku Krajobrazowego. Pod miejscowością znajdują się zabytkowe ruiny zamku Cisy z XV wieku.